# Yakouren

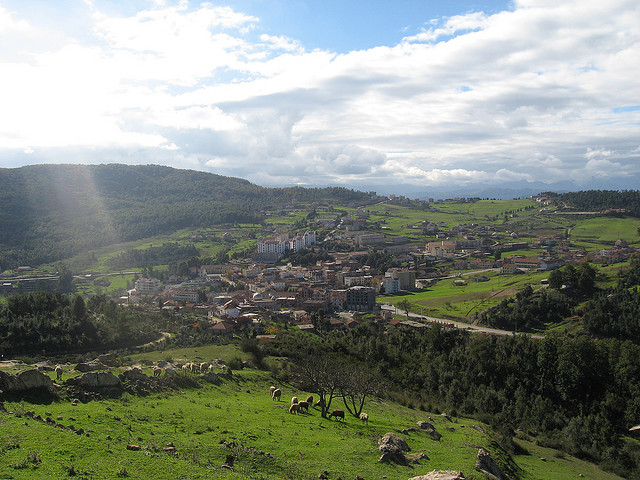
Comuna de Yakouren

Yakouren é uma cidade e comuna localizada na província de Tizi Ouzou, no norte da Argélia. Em 2008, sua população era de 12 203 habitantes.